# Einer Rubio
Pour les articles homonymes, voir Rubio.
Rubio  Reyes est un nom espagnol. Le premier nom de famille, en général paternel, est Rubio ; le second, en général maternel, souvent omis, est Reyes.
Einer Augusto Rubio Reyes, né le 22 février 1998 à Chíquiza (Boyacá), est un coureur cycliste colombien. Il a notamment remporté une étape du Tour d'Italie en 2023.

## Biographie

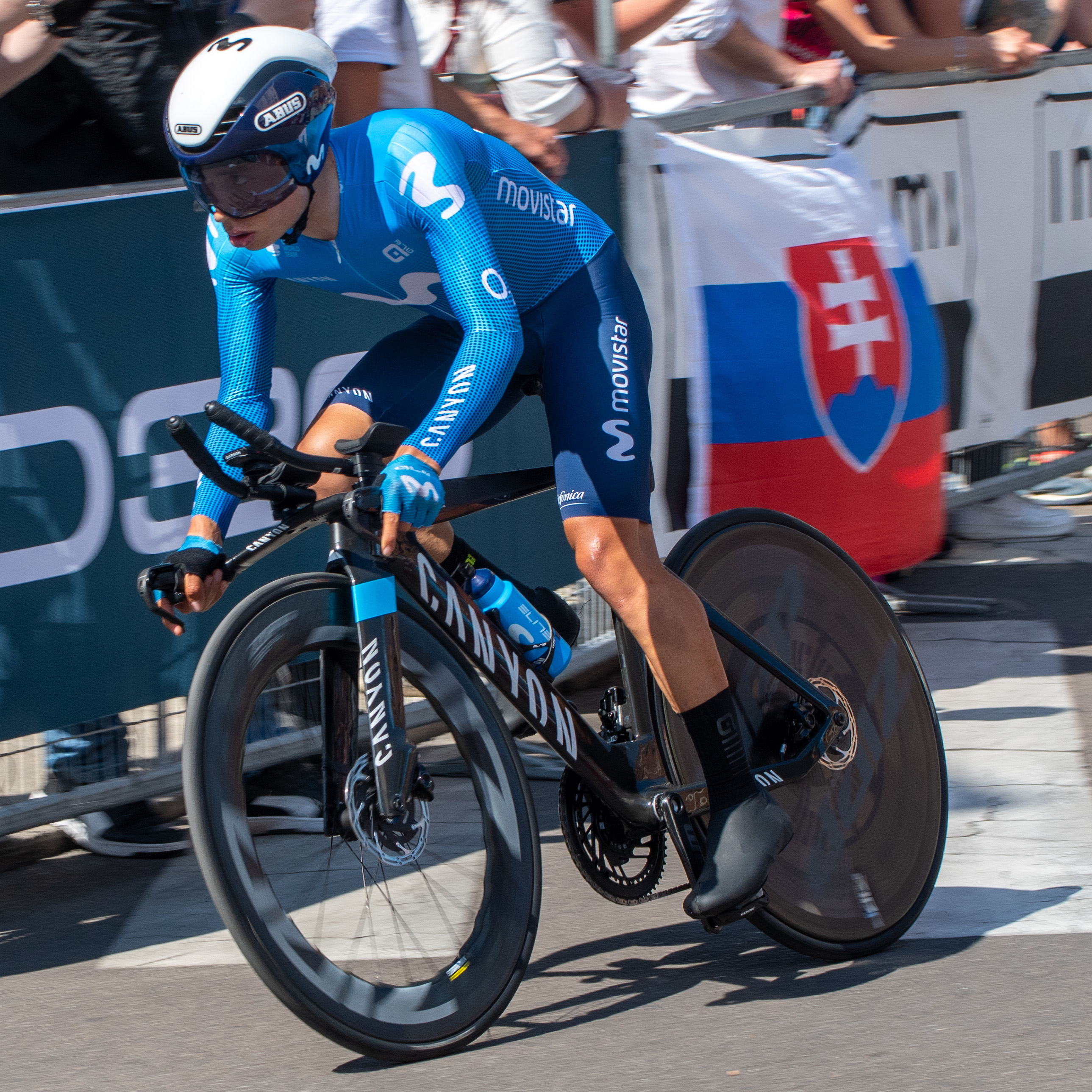
Einer Rubio en mai 2021.

Formé dans l'équipe de la Fondation Esteban Chaves, Einer Rubio découvre les compétitions européennes en intégrant en 2017 l'équipe Vejus, basée en Italie. 
En 2018, il termine notamment quatrième du Tour du Frioul-Vénétie julienne, tout en remportant la deuxième étape et le trophée des grimpeurs. Avec la sélection colombienne, il remporte également la cinquième étape du Tour d'Italie espoirs. À la recherche de nouveaux talents, la formation World Tour Deceuninck-Quick Step l'invite à se joindre aux entraînements de ses coureurs lors de sa concentration à Calp (province d'Alicante) du 4 au 12 janvier 2019. 
En 2019, il se classe deuxième du Tour d'Italie espoirs derrière son compatriote Andrés Camilo Ardila. Lors de cette course, il gagne une étape et le maillot de meilleur grimpeur. Il est recruté en 2020 par l'équipe World Tour Movistar, où son profil rappelle celui de Nairo Quintana. Lors de sa première saison chez Movistar, il participe à son premier grand tour avec le Tour d'Italie. En 2021, il est à nouveau au départ du grand tour italien. La même année, il obtient son premier résultat notable pour l'équipe en s'adjugeant le classement de la montagne au Tour de Burgos. Lors de la saison 2022, il se classe notamment quatrième du Tour de Toscane, cinquième du Tour de Langkawi et dixième du Tour de Romandie. En janvier 2023, il prend la troisième place du Tour de San Juan. Le 22 février, le jour de ses 25 ans, il remporte en solitaire la troisième étape du Tour des Émirats arabes unis après une attaque à dix kilomètres de l'arrivée. Il signe ainsi sa première victoire professionnelle sur l'UCI World Tour,. En mai, il participe pour la troisième fois au Tour d'Italie, où il gagne la 13e étape à Crans-Montana devant Thibaut Pinot.
En fin de contrat avec Movistar en décembre 2023, l'équipe annonce en octobre la prolongation de celui-ci jusqu'en fin d'année 2026. En 2024, il participe à nouveau au Tour d'Italie en tant que leader de son équipe et termine septième au classement général.

## Palmarès

### Palmarès amateur
- 2017
  - 2e de la Schio-Ossario del Pasubio
  - 2e du Grand Prix de la ville de Montegranaro
  - 2e du Giro del Casentino
- 2018
  - 5e étape du Tour d'Italie espoirs
  - 2e étape du Tour du Frioul-Vénétie julienne
  - Trofeo San Serafino
  - Gran Premio Capodarco
  - 2e de la Coppa Bologna
  - 2e du Giro del Casentino
- 2019
  - Trofeo San Leolino
  - 9e étape du Tour d'Italie espoirs
  - Mémorial Daniele Tortoli
  - 2e du Tour d'Italie espoirs
  - 2e de la Coppa Città di San Daniele

### Palmarès professionnel
- 2022
  - 10e du Tour de Romandie
- 2023
  - 3e étape du Tour des Émirats arabes unis
  - 13e étape du Tour d'Italie
  - 2e du Tour des Asturies
  - 3e du Tour de San Juan[n 1]
- 2024
  - 7e du Tour d'Italie
- 2025
  - 8e du Tour d'Italie

## Résultats sur les grands tours

### Tour de France

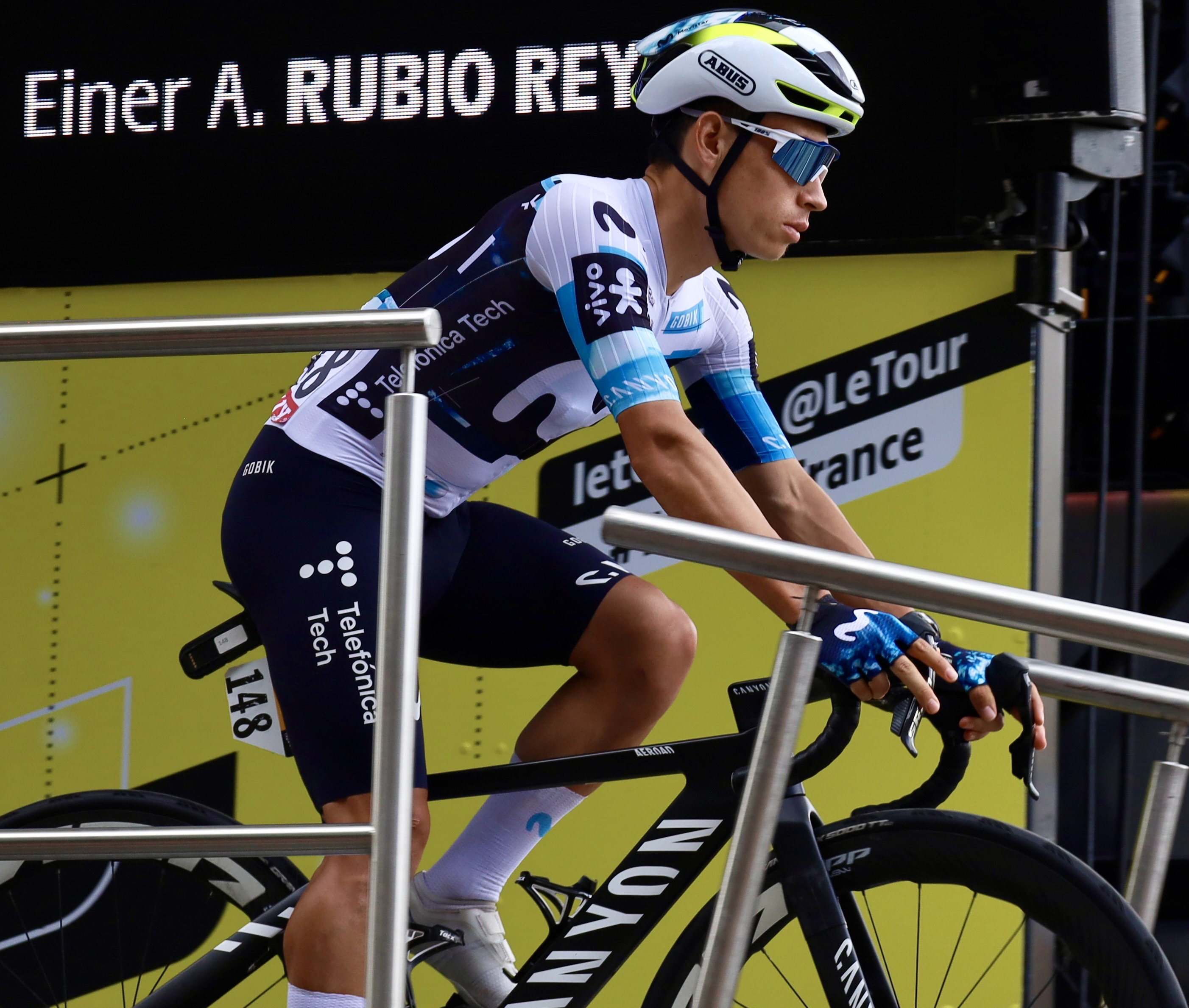
Einer Rubio à la descente du podium protocolaire du Tour de France 2025 à Amiens.

1 participation.
- 2025 : 31e

### Tour d'Italie
5 participations.
- 2020 : 58e
- 2021 : 39e
- 2023 : 11e, vainqueur de la 13e étape
- 2024 : 7e
- 2025 : 8e

### Tour d'Espagne
2 participations.
- 2023 : 16e
- 2024 : 27e

## Classements mondiaux
| Année                                 | 2017  | 2018 | 2019 | 2020  | 2021 | 2022 | 2023 | 2024 |
| ------------------------------------- | ----- | ---- | ---- | ----- | ---- | ---- | ---- | ---- |
| Classement mondial                    | 2618e | 882e | 930e | 1028e | 367e | 267e | 75e  | 122e |
| UCI Europe Tour                       | 1745e | 533e |      |       |      |      |      |      |
| UCI America Tour                      | nc    | nc   | 114e | 83e   | 32e  | 20e  | 8e   | 15e  |
|                                       |       |      |      |       |      |      |      |      |
| Légende : nc = non classéSource : UCI |       |      |      |       |      |      |      |      |